# Kázím Abdulakim
Kázím Abdulakim (în limba română transcris de cele mai multe ori sub forma: Kiazim Abdulachim, Kiazim Abdulakim sau Chiazim Abdulachim; n.  ?, Constanța, România – d. 1917, Mărășești, Vrancea, România) a fost un ofițer tătar al Armatei Române care se află la loc de cinste în rândul eroilor neamului românesc. El a făcut parte din Regimentul 9 Vânători dobrogean și a căzut la datorie în vara anului 1917, în Bătălia de la Mărășești din Primul Război Mondial.
Sublocotenentul Kázím Abdulakim a fost fratele avocatului Selim Abdulakim. Sora lui Kázím, Șefika sau Sapiye, a fost soția poetului Memet Niyaziy.
În semn de prețuire a supremului său devotament, s-a înființat după război în Constanța Asociația Culturală și Sportivă Sublocotenent Kázím Abdulakim, iar o stradă din centrul orașului a fost numită în onoarea sa.

## Legături externe
- Petrescu, Marius (1999). „Tatari, si totusi frati”. Formula AS. 1999 (383). Accesat în 1 septembrie 2014.